# Институт мониторинга климатических и экологических систем СО РАН
Институ́т мониторинга климатических и экологических систем СО РАН — один из институтов Томского научного центра Сибирского Отделения Академии Наук. Расположен в Томске.

## История
- 1972 — Специальное конструкторское бюро научного приборостроения «Оптика» (СКБ НП «Оптика») на хозяйственном расчете под научным руководством Института оптики атмосферы СО АН СССР
- 1992 — Конструкторско-технологический институт «Оптика» (КТИ «Оптика») в составе Объединенного института оптики атмосферы СО РАН
- 1997 — Институт оптического мониторинга СО АН СССР
- 2003 — Институт мониторинга климатических и экологических систем СО РАН с включением в него Томского филиала Института леса им. В. Н. Сукачева СО РАН

## Структура
- Отделение геофизических исследований 
  - Лаборатория физики климатических систем (ЛФКС)
  - Лаборатория геоинформационных технологий (ЛГИТ)
  - Лаборатория биоинформационных технологий (ЛБИТ)
  - Группа акустических исследований (ГАИ)
- Отделение экологических исследований 
  - Лаборатория самоорганизации геосистем (ЛСГ)
  - Лаборатория мониторинга лесных экосистем (ЛМЛЭС)
  - Лаборатория дендроэкологии (ЛДЭ)
  - Группа динамики и устойчивости экосистем (ГДУЭ)
- Отделение научного приборостроения 
  - Лаборатория экологического приборостроения (ЛЭП)
  - Конструкторско-технолоическая лаборатория (КТЛ)
  - Цех опытного производства (ЦОП)
  - Офис (отдел) коммерциализации (ОКР)
- Международный исследовательский центр СО РАН "Сибирский центр климато-экологических исследований и образования"

## Сотрудники института
В институте работают 280 работников (14 докторов наук и 51 кандидат наук по физико-математическим, биологическим, химическим, техническим и географическим наукам), число аспирантов по 8 специальностям - 23.

## Дирекция
- и.о. директора — Головацкая Евгения Александровна, доктор биологических наук, профессор РАН, в.н.с.[2]